# Бебутов, Валерий Михайлович
Валерий (Валериан) Михайлович Бебутов (6 [18] декабря 1885, Царицын, Саратовская губерния — 2 ноября 1961, Москва) — советский театральный режиссёр. Заслуженный артист РСФСР (1934), заслуженный деятель искусств Татарской АССР (1945).

## Биография
Происходил из грузинских князей, армянского происхождения. Родился 6 (18) декабря 1885 года. В 1910 году окончил историко-филологический факультет Санкт-Петербургского университета. В 1912—1917 годах работал в Московском Художественном театре. Его родная сестра Елена была театральным художником и часто оформляла его спектакли.
В 1918 году работал в Театре ХПСРО, где совместно с Фёдором Комиссаржевским поставил «Бурю» Уильяма Шекспира, «Похищение из Сераля» Моцарта и «Сказки Гофмана» Жака Оффенбаха. В 1919 году вместе с В. Э. Мейерхольдом участвовал в создании Театра РСФСР 1-й; участвовал в постановке спектаклей «Зори» Эмиля Верхарна и «Мистерии-Буфф» Владимира Маяковского, в которых получили воплощение идеи мейерхольдовской программы «Театральный Октябрь». Одновременно преподавал на руководимых Мейерхольдом Государственных высших режиссёрских мастерских.
В 1923—1924 годах — режиссёр Театра им. МГСПС («Театр Клары Гасуль» Мериме, «Ревизор» Н. В. Гоголя; «Смерть Тарелкина» Сухово-Кобылина. Одновременно руководил театром «Романеск» («Нельская башня» (1922) и «Граф Монте-Кристо» по А. Дюма-отцу).
С 1924 года возглавлял Театр музыкальной буффонады (впоследствии — Театр музыкальной комедии) — «Корневильские колокола» Планкета (1925), «Цыганский барон» Иоганна Штрауса-сына, «Гейша» Сидни Джонса, «Гаспароне» Карла Миллёкера (1935), «Дон Жуан» Моцарта (1926).
Работал в Московском театре оперетты («Прекрасная Елена» (1927) Жака Оффенбаха; «Боккаччо» (1931) Франца фон Зуппе; «Цыганский барон» Иоганна Штрауса-сына, «Нищий студент» Карла Миллёкера), в Московском Театре Революции («Спартак» (1923) Владимира Волькенштейна), Большом театре («Алмаст» Александра Спендиарова, совместно с Т. Е. Шарашидзе), Московском Театре им. Ленсовета («Мария Стюарт» (1940) Фридриха Шиллера) и Воронежском театре («Гамлет» (1940) Уильяма Шекспира).
В годы Великой Отечественной войны работал в казанских Театре им. Камала («Король Лир» (1945) У. Шекспира), Большом драматическом театре им. В. И. Качалова («Маскарад» Михаила Лермонтова), Театре оперы и балета им. Джалиля («Русалка» Александра Даргомыжского, «Кармен» Жоржа Бизе; «Ильдар» и «Тюляк-батыр» Назиба Жиганова).
В 1949 году поставил в Малом театре «Рюи Блаз» Виктора Гюго, в 1946 и 1955 годах — «Гамлета» У. Шекспира в Белорусском театре им. Якуба Коласа.
Валерий Бебутов умер в 1961 году. Похоронен на Введенском кладбище (4 уч.).